# Agência de Imprensa Polaca
A Agência de Imprensa Polaca (em polonês/polaco:  Polska Agencja Prasowa, acrónimo: PAP) é uma agência de notícias polaca, detida por Polska Agencja Prasowa S.A., que produz e distribui os comunicados de imprensa sobre política, economia, questões culturais e sociais, bem como das informações sobre eventos e das notícias eletrónicas, de modo semelhante às agências noticiosas Reuters, Agence France-Presse, Associated Press, United Press International e a Lusa.
A Agência de Imprensa Polaca foi constituída em 1918 como Agência Telegráfica Polaca (Polska Agencja Telegraficzna, PTA). Em 1944, após a ocupação da Polónia pela União Soviética, a empresa foi assumida pelos comunistas polacos e estabelecida sob o seu nome atual, como uma alternativa local à Agência Telegráfica Polaca, que era leal ao governo da República da Polónia no exílio em Paris e Londres desde 1939. Durante o reinado do comunismo na Polónia, a PAP era uma instituição governamental e a porta-voz oficial do comunismo no país. Em 1990, após a dissolução da União Soviética e a queda do comunismo na Europa, a empresa foi reformada e em 1991 a Agência Telegráfica Polaca original foi finalmente incorporada para formar a atual Agência de Imprensa Polaca.
Por muitos anos, o célebre escritor de viagens Ryszard Kapuściński trabalhou como repórter de campo para a Agência de Imprensa Polaca.